# Vadym Boytchenko
Vadym Serhiyovytch Boytchenko (Вадим Сергійович Бойченко), né le 5 juin 1977, est un homme politique ukrainien, maire de la ville de Marioupol dans l'oblast de Donetsk de 2015 à 2022, en Ukraine.

## Biographie

### Jeunesse
Vadym Boytchenko naît en 1977 à Marioupol. Il est diplômé de l'Université technique d'État de Priazov et de l'Université nationale de Donetsk. Il  commence à travailler pour Azovstal Iron and Steel Works en tant que mécanicien de locomotive en 1995, avant de devenir directeur adjoint des transports et de quitter l'entreprise en 2010. Il occupe ensuite des postes de direction chez Metinvest et dans une autre entreprise sidérurgique.

### Maire de Marioupol
Vadym Boytchenko est élu maire de Marioupol le 15 décembre 2015 puis est réélu pour un second mandat en octobre 2020. Son mandat prend fin en 2022 à la suite de l'invasion et de la prise de Marioupol par l'armée Russe.

### Siège de Marioupol en 2022
Pendant l'invasion russe de l'Ukraine en 2022, Vadym Boytchenko a quitté Mariupol mais informe régulièrement le monde sur le siège de Marioupol. 